# قرار مجلس الأمن التابع للأمم المتحدة رقم 441
قرار مجلس الأمن التابع للأمم المتحدة رقم 441، الذي اعتمد في 30 نوفمبر 1978، نظر في تقرير الأمين العام بشأن قوة الأمم المتحدة لمراقبة فض الاشتباك. ونوه المجلس بجهوده في إرساء سلام دائم وعادل في الشرق الأوسط، لكنه أعرب أيضا عن قلقه إزاء حالة التوتر السائدة في المنطقة.
قرر المجلس دعوة الأطراف المعنية إلى التنفيذ الفوري للقرار 338 (1973)، وجدد ولاية قوة المراقبة لمدة 6 أشهر أخرى حتى 31 مايو 1979، وطلب من الأمين العام تقديم تقرير عن الوضع في نهاية تلك الفترة.
وقد اتخذ القرار بأغلبية 14 صوتاً. لم تشارك الصين في التصويت.